# Nuoto ai campionati europei di nuoto 2014 - Staffetta 4x100 metri misti maschile
La staffetta 4x100 m misti maschile degli Europei 2014 si è svolta il 24 agosto 2014. Le batterie si sono svolte la mattina, mentre la finale si è svolta la sera dello stesso giorno.

## Medaglie
| Posizione | Oro                                                                                      | Argento                                                                                              | Bronzo                                              |
| --------- | ---------------------------------------------------------------------------------------- | --- | --------------------------------------------------- |
| Paese     | Gran Bretagna                                                                            | Francia                                                                                              | Ungheria                                            |
| Atleti    | Chris Walker-Hebborn Adam Peaty Adam Barrett Benjamin Proud Ross Murdoch* Stephen Milne* | Jérémy Stravius Giacomo Perez-Dortona Mehdy Metella Fabien Gilot Benjamin Stasiulis* Grégory Mallet* | László Cseh Dániel Gyurta Bence Pulai Dominik Kozma |

## Record
Prima della manifestazione il record del mondo (RM) e il record europeo (EU) erano i seguenti.
| Record mondiale       | 3'27"28 | Stati Uniti | 2 agosto 2009 Roma, Italia        |
| Record europeo        | 3'28"58 | Germania    | 2 agosto 2009 Roma, Italia        |
| Record dei campionati | 3'31"32 | Francia     | 15 agosto 2010 Budapest, Ungheria |

Durante la competizione non sono stati migliorati record.

## Risultati

### Batterie
| Pos. | Batteria | Corsia | Nazione       | Atlet | Tempo   | Note |
| ---- | -------- | ------ | ------------- | --- | ------- | ---- |
| 1    | 2        | 6      | Francia       | Benjamin Stasiulis (55"00) Giacomo Perez-Dortona (59"35) Mehdy Metella (51"47) Grégory Mallet (48"83)                        | 3'34"65 |      |
| 2    | 2        | 3      | Ungheria      | László Cseh (54"28) Dániel Gyurta (59"59) Bence Pulai (52"67) Dominik Kozma (48"35)                                          | 3'34"89 |      |
| 3    | 2        | 1      | Germania      | Christian Diener (54"55) Marco Koch (1'00"38) Steffen Deibler (52"20) Markus Deibler (49"30)                                 | 3'36"43 |      |
| 4    | 2        | 2      | Gran Bretagna | Christoph Walker-Hebborn (54"82) Ross Murdoch (59"48) Adam Barrett (52"85) Stephen Milne (49"67)                             | 3'36"82 |      |
| 5    | 1        | 5      | Russia        | Nikita Ulyanov (55"55) Ilya Khomenko (1'01"59) Evgeny Korotyshkin (51"67) Sergey Fesikov (48"63)                             | 3'37"44 |      |
| 6    | 2        | 7      | Polonia       | Radosław Kawęcki (55"34) Mikolaj Machnik (1'01"07) Paweł Korzeniowski (52"34) Kacper Majchrzak (49"12)                       | 3'37"87 |      |
| 7    | 2        | 8      | Lituania      | Danas Rapšys (55"56) Giedrius Titenis (1'00"38) Tadas Duskinas (53"18) Mindaugas Sadauskas (49"41)                           | 3'38"53 |      |
| 8    | 1        | 1      | Paesi Bassi   | Bastiaan Lijesen (56"60) Bram Dekker (1'02"68) Joeri Verlinden (51"76) Sebastiaan Verschuren (48"16)                         | 3'39"20 |      |
| 9    | 2        | 4      | Serbia        | Petar Petrovic (56"96) Caba Siladji (1'00"38) Ivan Lendjer (52"18) Radovan Siljevski (49"81)                                 | 3'39"33 |      |
| 10   | 1        | 7      | Italia        | Niccolò Bonacchi (57"45) Andrea Toniato (1'00"93) Matteo Rivolta (52"82) Luca Dotto (48"74)                                  | 3'39"94 |      |
| 11   | 2        | 5      | Israele       | David Gamburg (55"28) Yaron Shagalov (1'01"76) Tom Kremer (53"61) Alexi Konovalov (50"07)                                    | 3'40"72 |      |
| 12   | 1        | 6      | Svezia        | Mattias Carlsson (55"84) Erik Persson (1'02"46) Simon Sjoedin (53"26) Christoffer Carlsen (49"22)                            | 3'40"78 |      |
| 13   | 2        | 0      | Grecia        | Andreas Vazaios (56"68) Ioannis Karpouzlis (1'01"98) Stefanos Dimitriadis (53"82) Christos Katrantzis (49"09)                | 3'41"57 |      |
| 14   | 1        | 3      | Rep. Ceca     | Martin Badura (56"79) Petr Bartunek (1'02"37) Tomas Havranek (55"14) Martin Verner (49"31)                                   | 3'43"61 |      |
| 15   | 1        | 8      | Portogallo    | Pedro Diogo Oliveira (55"95) Carlos Esteves Almeida (1'03"79) Nuno Goncalo Quintanilha (54"15) Diogo Filipe Carvalho (50"63) | 3'44"52 |      |
| 16   | 1        | 0      | Lussemburgo   | Jean Francois Schneiders (57"04) Laurent Carnol (1'01"58) Raphael Stacchiotti (55"60) Julien Henx (50"96)                    | 3'45"18 |      |
| 17   | 1        | 2      | Turchia       | Doruk Tekin (56"85) Alpkan Ornek (1'03"57) Baslakov Iskender (55"12) Doga Celik (51"96)                                      | 3'47"50 |      |
| -    | 1        | 4      | Svizzera      | |         | DNS  |

### Finale
| Pos. | Corsia | Nazione       | Atlet | Tempo   | Note |
| ---- | ------ | ------------- | --- | ------- | ---- |
|      | 6      | Gran Bretagna | Christoph Walker-Hebborn (54"04) Adam Peaty (58"55) Adam Barrett (50"69) Benjamin Proud (48"45)          | 3'31"73 |      |
|      | 4      | Francia       | Jérémy Stravius (53"79) Giacomo Perez-Dortona (1'00"04) Mehdy Metella (51"22) Fabien Gilot (47"42)       | 3'32"47 |      |
|      | 5      | Ungheria      | László Cseh (54"38) Dániel Gyurta (59"64) Bence Pulai (52"01) Dominik Kozma (47"08)                      | 3'33"11 |      |
| 4    | 3      | Germania      | Jan-Philip Glania (54"40) Marco Koch (59"43) Steffen Deibler (51"68) Paul Biedermann (48"41)             | 3'33"92 |      |
| 5    | 2      | Russia        | Vladimir Morozov (54"68) Andrey Nikolaev (1'00"49) Nikita Konovalov (51"54) Alexander Sukhorukov (47"52) | 3'34"23 |      |
| 6    | 7      | Polonia       | Radosław Kawęcki (54"86) Mikolaj Machnik (1'00"68) Paweł Korzeniowski (51"75) Konrad Czerniak (47"22)    | 3'34"51 |      |
| 7    | 1      | Lituania      | Danas Rapšys (54"86) Giedrius Titenis (59"61) Tadas Duskinas (52"67) Mindaugas Sadauskas (49"04)         | 3'36"18 |      |
| 8    | 8      | Paesi Bassi   | Bastiaan Lijesen (56"13) Bram Dekker (1'01"66) Joeri Verlinden (51"63) Sebastiaan Verschuren (48"43)     | 3'37"85 |      |